# Letizia Ramolino
Maria Letizia Buonaparte (24 august 1750 – 2 februarie 1836) a fost mama împăratului Napoleon I al Franței.
1. ↑  LIBRIS, 12 noiembrie 2012, accesat în 24 august 2018
2. ↑  Autoritatea BnF, accesat în 10 octombrie 2015